# Samuel Garth
Sir Samuel Garth, angleški zdravnik, pisatelj in pesnik, * 1661, Bolam, County Durham, † 1719.